# Jean-Charles Gicquel
Jean-Charles Gicquel (Francia, 24 de febrero de 1967) es un atleta francés retirado especializado en la prueba de salto de altura, en la que consiguió ser subcampeón europeo en pista cubierta en 1994.

## Carrera deportiva
En el Campeonato Europeo de Atletismo en Pista Cubierta de 1994 ganó la medalla de plata en el salto de altura, con un salto por encima de 2.35 metros, tras el británico Dalton Grant (oro con 2.37 metros) y por delante del alemán Wolf-Hendrik Beyer  (bronce con 2.33 metros).